# Ari Hoenig
Ari Hoenig (Philadelphia (Pennsylvania), 13 november 1973) is een Amerikaanse jazzdrummer.

## Biografie
Hoenig is de zoon van een dirigent en een violiste/pianiste en kreeg als kind een viool- en piano-opleiding, voordat hij op 12-jarige leeftijd wisselde naar de drums. Al tijdens zijn middelbareschooltijd trad hij op in Ortliebs Jazz House, een jazzclub in Philadelphia met muzikanten als Sam Dockery, Robert 'Bootsie' Barnes, Mickey Roker en Bobby Durham.
Begin jaren 1990 studeerde hij aan de University of North Texas bij de drummer Ed Soph en speelde hij in de jazzband One O'clock, waarmee ook in 1994 eerste opnamen ontstonden. In 1995 wisselde hij naar het William Patterson College in New Jersey en begon hij de samenwerking met de organiste Shirley Scott. Hij werd lid van het trio van Jean-Michel Pilc en van Kenny Werner. Daarnaast werkte hij met muzikanten als Josh Roseman, Joe Lovano, Gerry Mulligan, Pat Metheny, Dave Holland, Wynton Marsalis, Pat Martino, Joshua Redman, Wayne Krantz, Richard Bona, Chris Potter, Kurt Rosenwinkel, Mike Stern, Gilad Hekselman en The Jazz Mandolin Project. Op het gebied van de jazz was hij tussen 1994 en 2017 betrokken bij 72 opnamesessies.
In 2002 formeerde hij met Jacques Schwarz-Bart, Jean-Michel Pilc en Johannes Weidenmüller (later Matt Penman) een eigen kwartet. Na de soloalbums Time Travels (2000) en The Life of a Day (2002) verscheen in 2004 het eerste album met zijn kwartet The Painter, in 2011 Lines of Oppression (Naïve Records). In 2013 won hij met zijn kwartet de BMW Welt Jazz Award. In 2018/2019 speelt hij in een trio met Nitai Hershkovits en Or Bareket.

## Discografie
- 2003: The Painter (Smalls), met Jacques Schwarz-Bart, Jean-Michel Pilc, Matt Penman
- 2006: Inversations (Dreyfus Jazz), met Will Vinson, Jacques Schwarz-Bart, Jean-Michel Pilc, Johannes Weidenmüller
- 2007: Bert's Playground (Dreyfus Jazz), met Will Vinson, Chris Potter, Jonathan Kreisberg, Gilad Hekselman, Matt Penman, Orlando le Fleming
- 2008: Sam Yahel/Mike Moreno/Ari Hoenig/Seamus Blake: Jazz Side of the Moon (Chesky)
- 2010: Lines of Oppression (Naive), met Tigran Hamasyan, Gilad Hekselman, Orlando le Fleming, Chris Tordini
- 2010: Art Hoenig Punkbop: Live at Smalls (Smalls), met Will Vinson, Tigran Hamasyan, Jonathan Kreisberg, Danton Boller
- 2011: Jean-Michel Pilc/François Moutin/Ari Hoenig: Threedom (Motéma)
- 2015: NY Standard (Fresh Sound New Talent), met Tigran Hamasyan, Orlando le Fleming, Tivon Pennicott, Shai Maestro, Eden Ladin
- 2015: The Pauper & The Magician (Lyte), met Tivon Pennicott, Shai Maestro, Gilad Hekselman, Orlando le Fleming

- Bibliothèque nationale de France: cb14187377n (data)
- Gemeinsame Normdatei: 13549527X
- International Standard Name Identifier: 0000 0000 4006 216X
- Library of Congress Control Number: no2002032397
- MusicBrainz: d2054ecd-42d5-4e71-b93b-c1857bdf1e7b
- Nationale Bibliotheek van Israël: 987007317775705171
- Nederlandse Thesaurus van Auteursnamen: 344480860
- Système universitaire de documentation: 120388049
- Virtual International Authority File: 12515862
- WorldCat: E39PBJgxmBkXkpWYJt4wRVC4v3